# Elkalyce comyntas
Elkalyce comyntas är en fjärilsart som beskrevs av Jean Baptiste Godart 1823. Elkalyce comyntas ingår i släktet Elkalyce och familjen juvelvingar. Inga underarter finns listade i Catalogue of Life.